# Lotus stepposus
Lotus stepposus là một loài thực vật có hoa trong họ Đậu. Loài này được Kramina miêu tả khoa học đầu tiên.